# Le Guignolot de Saint Lazot
Le Guignolot de Saint Lazot (intitulée aussi Le Guignolot d'saint Lazot) est une chanson traditionnelle française.
Collectée au village de Santenay en 1891 par Charles Bigarne, elle a notamment été reprise par Marc Robine dans les années 1980.
Il s'agit d'un chant de quête pour l'Épiphanie, le terme « Guignolot » se retrouvant dans d'autres régions sous la forme Guillaneu. 
Une version de cette chanson est interprétée par Jean David, luthiste (Disque vinyle 33 T. Spécial instrumental - Le luth, Le Chant du Monde, référence LDX 74514, sans date d'édition, vers 1974). 

## Paroles originales
C'ast Guignolo d'Saint Lazot.

Charchez voué dans vot' gossot,

Si a n'y ai pas deu trois gros sos

Pour le povre, povre, povre,

Si a n'y ai pas deu trouas gros sos

Pour le povre Guignolot.

Les trouas rois semblablement

Qui apportent leurs présents.

Qui aura la fève noire ?

C'est le rossignol de gloire!

Plantez ! Semez !

Jusqu'à la saison d'été.

Les trouas Rois nous mandent

D'y aller en France 

Par un Dieu aimé 

Par un Dieu adoré.

Plaît-y, Madame ?

Que ce soit du blanc,

Que ce soit du noir :

Tout ce qui vous plaira.

O madame du logis,

Recevez ce roi ici,

Donnez-lui des draps ben blancs

À ce roi qui vient de naître,

Donnez-lui de biaux draps blancs

Pour ce roi qu'ast tout-puissant.

Croix d'part Dieu, ma bonne dame

Donnez-nous de la chandelle

Pour passer cette ruelle.

Oh ! ma dame de céans

Qu'on dit qui êtes si belle

Le couteau qu'ast su la table,

Qui regarde le gâteau

Coupez-le en quat' morceaux

Et donnez-moi le plus gros.

Si vous voulez nous rien donner

Ne nous faites pas tant attendre

Mon camarade est à la porte

Qui a si froid qu'il tremble

C'ast Guignolo d'Saint Lazot.

Charchez voué dans vot' gossot,

Si a n'i ai pas deu trouas gros sos

Pour le povre, povre, povre,

Si a n'y ai pas deu trouas gros sos

Pour le povre Guignolo.